# Мейсон (округ, Техас)
Шаблон:StateAbbr_ 30°43′ пн. ш. 99°13′ зх. д. / 30.72° пн. ш. 99.22° зх. д.
Округ Мейсон (англ. Mason County) — округ (графство) у штаті Техас, США. Ідентифікатор округу 48319.

## Історія
Округ утворений 1858 року.

## Демографія
За даними перепису 2000 року загальне населення округу становило 3738 осіб, усе сільське. Серед мешканців округу чоловіків було 1795, а жінок — 1943. В окрузі було 1607 домогосподарств, 1111 родин, які мешкали в 2372 будинках. Середній розмір родини становив 2,83.
Віковий розподіл населення поданий у таблиці:
| Стать    | До 15 років | 15-21 | 22-29 | 30-39 | 40-49 | 50-65 | 65-85 | Понад 85 |
| -------- | ----------- | ----- | ----- | ----- | ----- | ----- | ----- | -------- |
| Чоловіки | 349         | 145   | 106   | 180   | 238   | 410   | 327   | 40       |
| Жінки    | 307         | 142   | 122   | 205   | 239   | 416   | 421   | 91       |

## Суміжні округи
- Маккалох — північ
- Сан-Саба — північний схід
- Ллано — схід
- Гіллеспі — південь
- Кімбл — південний захід
- Менард — захід

## Виноски
1. ↑  U.S. Decennial Census. United States Census Bureau. Архів оригіналу за 19 липня 2018. Процитовано 4 травня 2015.
2. ↑  Texas Almanac: Population History of Counties from 1850–2010 (PDF). Texas Almanac. Архів оригіналу (PDF) за 26 лютого 2015. Процитовано 4 травня 2015.
3. ↑  State & County QuickFacts. United States Census Bureau. Архів оригіналу за 18 жовтня 2011. Процитовано 21 грудня 2013.(англ.) Наведено за англійською вікіпедією.
4. ↑  American FactFinder. Бюро перепису населення США. Архів оригіналу за 26 лютого 2012. Процитовано 31 січня 2008.

| США | Це незавершена стаття з географії США. Ви можете допомогти проєкту, виправивши або дописавши її. |